# Clara Reimann
Clara Reimann geb. Diffené (* 7. Januar 1848 in Mannheim; † 25. Juli 1915 in Illenau/Achern) war eine deutsche Mäzenin.

## Leben
Clara Reimann wurde in Mannheim geboren. Ihre Eltern waren Heinrich Karl Christian Diffené (von 1852 bis 1861 Erster Bürgermeister von Mannheim) und Anna Barbara geb. Sauerbeck (1810–1869). Sie hatte drei Brüder (Johann Heinrich, Philipp Daniel und Karl Wilhelm) und war das jüngste Kind.
1869 heiratete sie den wohlhabenden Fabrikanten und promovierten Chemiker August Reimann (1834–1915) aus Ludwigshafen am Rhein. Er stammt aus der Unternehmerfamilie Reimann und war der älteste Sohn von Karl Ludwig Reimann und als dessen Nachfolger vorgesehen, er erkrankte jedoch kurz nach seiner Heirat unheilbar an schwerem Verfolgungswahn und konnte dessen Nachfolge nicht antreten.
1883 erbte Clara Reimann das Elternhaus in den Mannheimer Quadraten in C 3, 17 sowie ein größeres Vermögen. Infolge machte sie der Heilanstalt Illenau – in der bis zu seinem Tod ihr Mann untergebracht war – Schenkungen und gründete 1890 die Clara Reimann-Diffené-Stiftung. Die Stiftung unterstützte unter anderem das Diakonissenkrankenhaus in F 7. In Illenau ließ sie 1888 von Wilhelm Manchot die Villa Frieden errichten, um ihrem Mann nahe zu sein. Heinrich Hansjabob schrieb in seinem Buch „Aus kranken Tagen“ über die Liebe des Ehepaares und auf dem Grabstein des Ehepaars in Illenau finden sich die bezeichnenden Worte des Apostels Paulus „Die Liebe höret nimmer auf“.
Im Mannheimer Stadtteil Neckarstadt-Ost wurde auf dem Gelände der ehemaligen Ludwig-Frank-Kaserne die Clara-Reimann-Straße nach ihr benannt. Ebenso findet sich in Achern eine Straße mit ihrem Namen.